# Kolej Jabłonowska

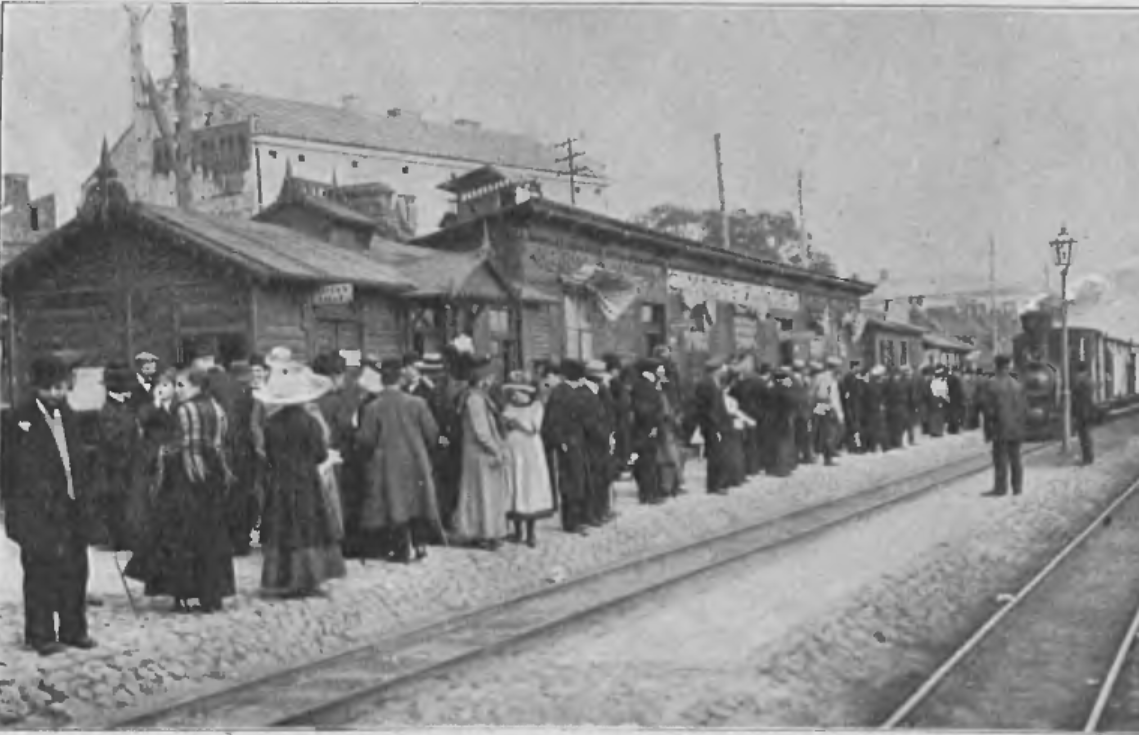
Stacja Most w 1912 roku

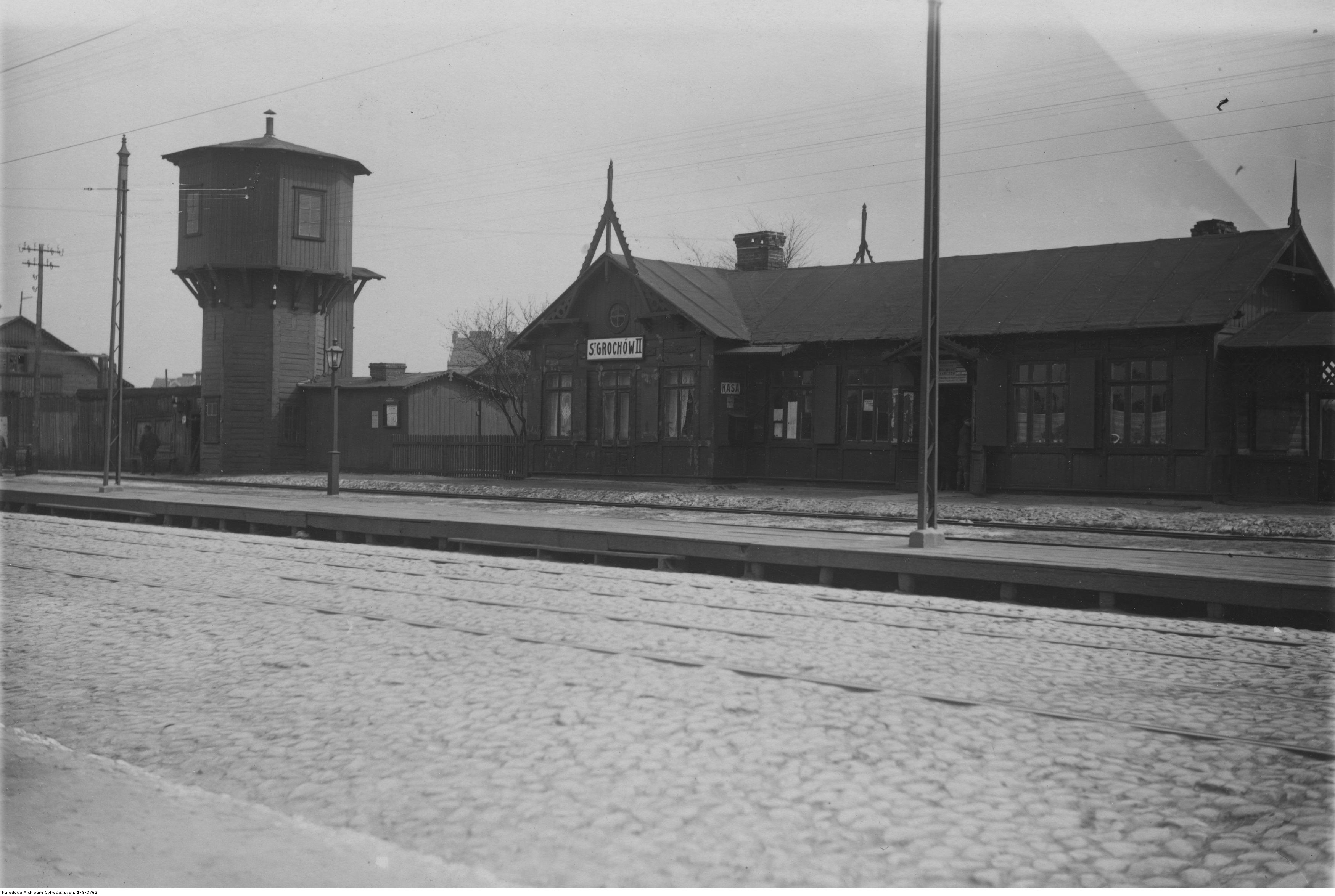
Stacja Grochów II, lata 30. XX wieku

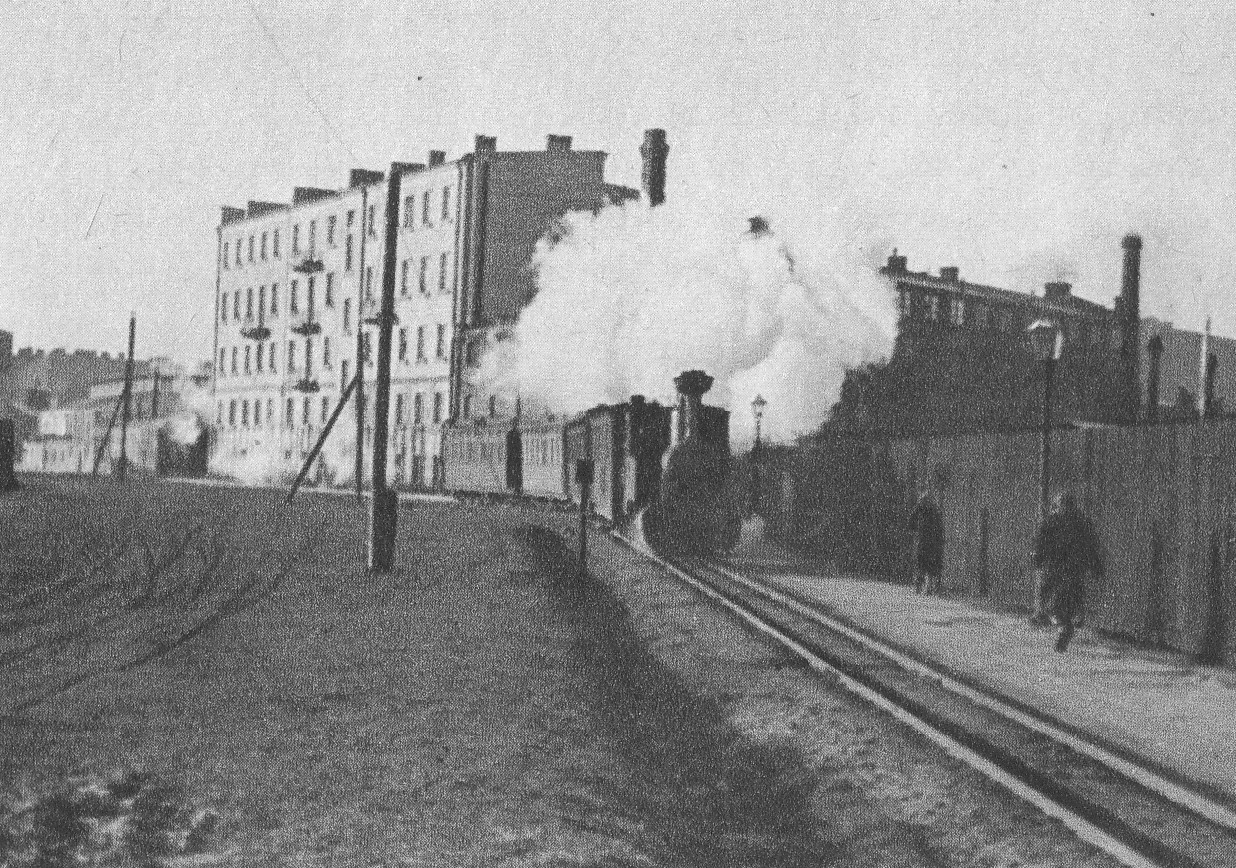
Pociąg kolejki przy ul. Zamoyskiego w okresie międzywojennym

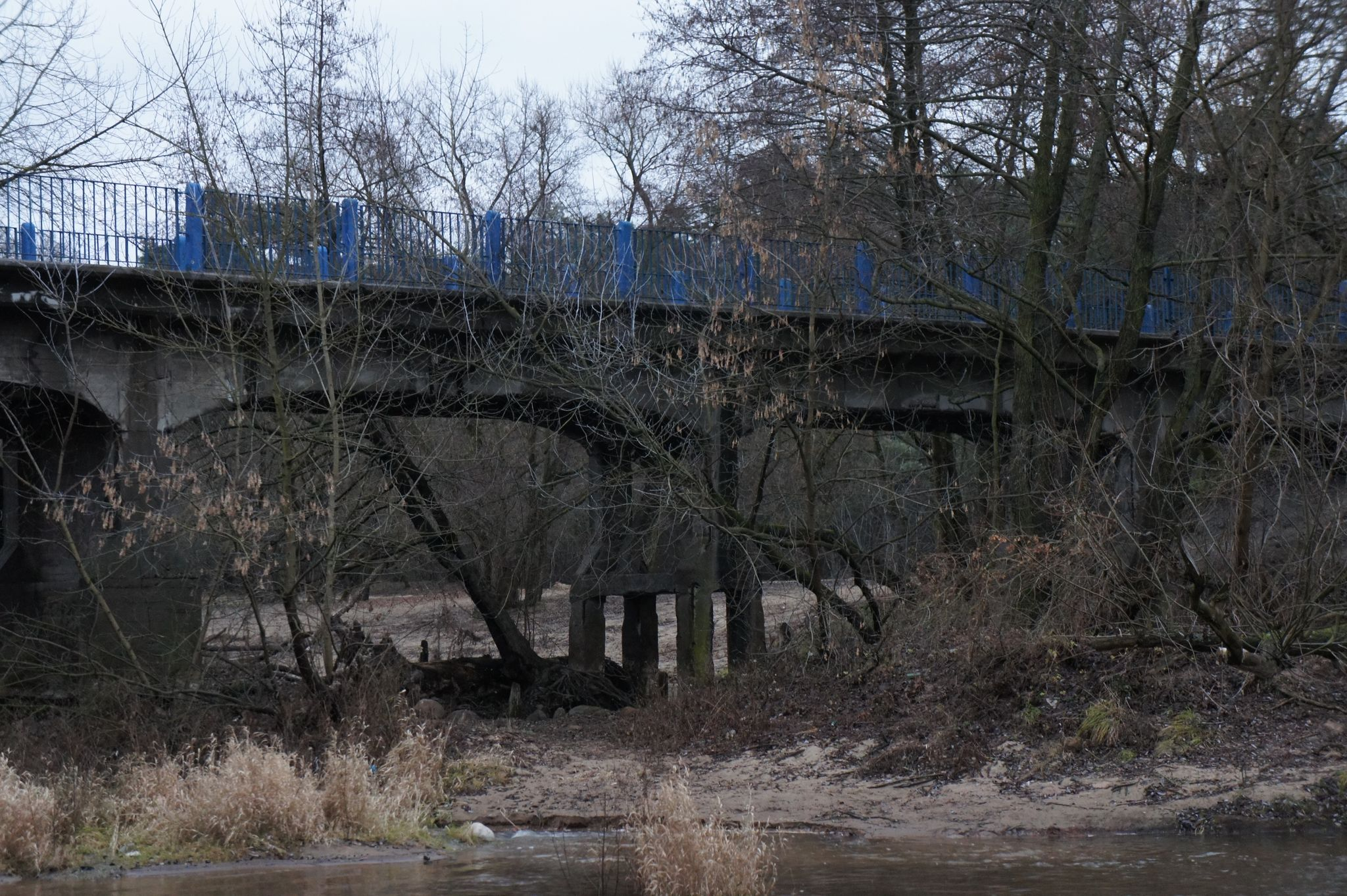
Most nad Świdrem – pozostałość po linii kolejowej

Kolej Jabłonowska, zwyczajowo kolejka jabłonowska – powstały w początku, a zlikwidowany w połowie XX w. system kolei wąskotorowej składający się z dwóch głównych linii kolejowych: od stacji Most w Warszawie do Jabłonny oraz od stacji Most do Karczewa. Budowa pierwszej z linii rozpoczęła się w roku 1899; została ona oddana do użytku pod koniec roku 1900, otwarcie zaś drugiej linii odbyło się w roku 1914. W 1932 roku włączony w skład Warszawskich Kolei Dojazdowych system został upaństwowiony i włączony do PKP w roku 1949, natomiast 7 lat później rozpoczęto jego likwidację. Ostatni fragment rozebrano w roku 1963.

## Historia

### Budowa i otwarcie
Pierwsze plany budowy kolei z Warszawy do Jabłonny pojawiły się w czerwcu 1896. W latach 1886–1897 trwały negocjacje pomiędzy przedsiębiorcami planującymi budowę kolei a Zarządem Dróg i Komunikacji guberni warszawskiej oraz władzami Warszawy. Magistrat udzielił tymczasowej koncesji na działalność kolei – po jej wygaśnięciu linia miała przejść na jego własność.
Prace budowlane rozpoczęły się w kwietniu 1899 roku od stacji Most położonej nieopodal mostu Kierbedzia. Budowa postępowała jednak bardzo powoli, gdyż do maja 1900 roku udało się ułożyć jedynie 8,5 km toru do okolic miejscowości Dąbrówka Grzybowska. W maju 1900 roku zmieniono wykonawcę robót, dzięki czemu stację końcową w Jabłonnie udało się osiągnąć już po około 2 miesiącach i na linii rozpoczęto jazdy próbne. Jesienią tego samego roku zbudowano także drugą sekcję – od stacji Most do Wawra. Otwarcie linii na odcinku od stacji Most do Jabłonny odbyło się 10 grudnia 1900 roku, natomiast odcinek do Wawra otwarto 4 stycznia 1901 roku.
Podobnie jak inne koleje wąskotorowe, przez mieszkańców Warszawy była zwyczajowo nazywana „ciuchcią”.

### Pierwsze lata działalności i rozbudowa
Niedługo po otwarciu kolei zdecydowano się na budowę bocznicy od stacji Golędzinów do stacji Warszawa Praga, co stworzyłoby połączenie z szerokotorową Koleją Nadwiślańską oraz normalnotorową Koleją Warszawsko-Wiedeńską. Umożliwiłoby to wykorzystanie linii kolejowej do lokalnego transportu towarów przywożonych do Warszawy jedną z tych linii. Bocznicę o długości 1238 metrów otwarto jesienią 1901 roku. Planowano także dalsze przedłużenie odgałęzienia do znajdującego się po drugiej stronie torów cmentarza Bródnowskiego, co powinno wygenerować duże potoki pasażerskie, jednak na rozwiązanie takie nie wyraziły zgody zarząd Kolei Nadwiślańskiej oraz Magistrat Warszawy.
W roku 1902 wykonano następne inwestycje: zbudowano nowy przystanek – Piekiełko, odchodzącą od niego 452-metrową bocznicę do Zakładów Chemicznych Ludwika Spiessa oraz bocznicę o długości 226 metrów od stacji Henryków do fabryki Towarzystwa „Winnica”. W roku kolejnym została ona przedłużona o 1300 metrów do należącej do Kolei Nadwiślańskiej stacji Warszawa Płudy. Na odcinku tym wykonywano zarówno przewozy towarowe z zakładów leżących przy linii, jak również przewozy pasażerskie za pomocą wagonów ciągniętych przez konie dowożących pasażerów do linii głównej. Na trasie wzdłuż ul. Grochowskiej kolej pełniła rolę tramwaju.
Także w roku 1903 władze kolei wystąpiły o zezwolenie na dalszą rozbudowę kolei na następujących trasach:
- Wawer – Otwock – Karczew
- Jabłonna – Legionowo – Zegrze – Pułtusk
- Wawer – Stara Miłosna – Dębe Wielkie
- Wawer – Wiązowna
- połączenie z Marecką Koleją Dojazdową od stacji Most

Zgoda na budowę przedłużenia do Karczewa została wydana w czerwcu 1907 roku, a w 1909 zaczęto wykupywać działki, po których linia miałaby przebiegać. Ze względu na wysokie koszty rozpoczęto także poszukiwania inwestora i we wrześniu 1911 roku wraz z Belgijskim Towarzystwem Tramwajów Konnych w Warszawie powołano Towarzystwo Warszawskich Dróg Żelaznych Podjazdowych, które zostało także właścicielem kolei grójeckiej oraz wilanowskiej. Budowę linii rozpoczęto na początku 1913 roku i zakończono 6 miesięcy później. Budynki stacyjne zostały zaprojektowane przez warszawskiego architekta Konstantego Jakimowicza. Stacje Falenica i Otwock wyposażono w wieże ciśnień oraz składy opału dla parowozów. W Otwocku zbudowano również małą parowozownię. Przejazdy testowe rozpoczęły się w marcu 1914 a otwarcie nastąpiło miesiąc później.

### Pierwsza wojna światowa
Od początku I wojny światowej do lipca 1915 roku kolej działała normalnie. Pod koniec lipca poprzez stację Warszawa Praga wywieziono do Rosji wszystkie lokomotywy kolei oraz 16 najnowocześniejszych wagonów. Po zajęciu Warszawy przez wojska niemieckie, zarząd kolei został zobowiązany do przywrócenia ruchu i we wrześniu uruchomiono przewozy na kilku odcinkach za pomocą wagonów ciągniętych przez konie. Przewozy za pomocą normalnych pociągów ciągniętych przez lokomotywy parowe przywrócono w 1916 roku, po otrzymaniu nowych, zamówionych w Niemczech lokomotyw.
Także w 1916 roku zbudowano dwie bocznice od stacji Falenica oraz Międzylesie, obsługujące lokalne zakłady przemysłowe.
Podczas okupacji niemieckiej zdecydowano także o budowie linii łączącej stację Wawer z twierdzą w Zegrzu. Budowa ta została rozpoczęta w 1913 roku przez wojska rosyjskie, została jednak porzucona. Linia ta krzyżowała się z linią kolei Mareckiej w miejscowości Struga. Linia ta została otwarta 1 listopada 1916, natomiast rozebrano ją 7 lat później, w roku 1923.

### Lata międzywojenne
Niedługo po odzyskaniu niepodległości zarząd Warszawy rozpoczął pracę nad usunięciem kolei wąskotorowych z granic miasta, co motywowane było rozwojem sieci elektrycznych tramwajów, zadymianiem miasta przez parowozy oraz wygaśnięciem koncesji. W odpowiedzi na to Towarzystwo Warszawskich Dróg Żelaznych Podjazdowych zaczęło opracowywać plan elektryfikacji należących do niego linii, w którym zobowiązywano się do zakończenia elektryfikacji do końca roku 1933. Plany te nie zostały jednak zrealizowane ze względu na wielki kryzys ekonomiczny.
W 1932 roku Towarzystwo zmieniło formę działalności i nazwę na Warszawskie Koleje Dojazdowe Spółka Akcyjna, przybierając skrót WKD. Połączono pod wspólnym zarządem koleje jabłonowską, grójecką i wilanowską.
W lutym 1935 roku Sąd Okręgowy w Warszawie nakazał usunięcie kolei z terenu Warszawy w trybie natychmiastowym. Niedługo potem ówczesny minister komunikacji, Michał Butkiewicz przedłużył koncesję na działalność kolei i nakazał jej elektryfikację – linia Most – Karczew miała zostać zelektryfikowana do 1 czerwca 1937, a Most – Jabłonna rok później. Nakazano także zmianę lokalizacji stacji Most. Kolejne zmiany w koncesji zostały wprowadzone przez kolejnego ministra, Juliusza Ulrycha – przedłużył on termin na elektryfikację i nakazał wykonanie znacznej przebudowy. Zmiany te nie doszły jednak do skutku ze względu na wybuch II wojny światowej.

### Lata II wojny światowej
W pierwszych dniach wojny, podczas bombardowań Warszawy zniszczona została infrastruktura kolei na stacji Grochów II. Po zajęciu Warszawy przez wojska niemieckie nakazano uruchomienie przewozów, co nastąpiło w październiku.
Podczas wojny kolej wykorzystywana była do przemytu towarów, głównie żywności, do Warszawy. W parowozach i wagonach budowano specjalne skrytki pozwalające na ukrycie przemycanych towarów.
W 1942 nowym zarządcą warszawskich kolei dojazdowych został Karl Jürgens. Dokonał on podziału kolei na znajdujące się na prawym lub lewym brzegu Wisły. Koleje prawobrzeżne nazwane zostały Warszawskimi Kolejami Wschodnimi (niem. Warschauer Eisenbahnen Ost), a lewobrzeżne Warszawskimi Kolejami Zachodnimi (niem. Warschauer Eisenbahnen West). Nazwy te w języku niemieckim, jak i języku polskim namalowane zostały na wagonach osobowych, natomiast na lokomotywach oraz wagonach towarowych stosowano skróty nazw. W roku 1943 zmieniono także nazwę stacji Most na Warszawa Wisła (niem. Warschau Weichselbahnhof), a stacji Park Paderewskiego na Park Wschodni (niem. Ostpark).
Na początku 1943 roku rozpoczęto także prace nad połączeniem kolei jabłonowskiej z linią kolei mareckiej. Zbudowano długi na 4,1 km tor łączący stacje Warszawa Wisła ze stacją Warszawa Stalowa. Łącznica przekraczała normalnotorową linię kolejową niedaleko stacji Warszawa Stalowa, następnie odbijała w kierunku ulicy 11 Listopada, gdzie krzyżowała się z linią tramwajową, a następnie przecinała ulicę Jagiellońską. Uroczyste otwarcie tego odcinka nastąpiło 9 grudnia 1943 roku. Z inicjatywy Jürgensa na stacji Warszawa Wisła także zbudowano skład opału dla parowozów oraz obrotnicę. Na wielu stacjach wybudowano nowe budynki stacyjne. Większość stacji została ogrodzona za pomocą zapór z drutu kolczastego, co miało zapobiec ucieczkom szmuglerów.
Kolej działała do wybuchu powstania warszawskiego. Na prawobrzeżnych terenach zajętych przez Armię Czerwoną odbywały się nieregularne przejazdy, natomiast po wkroczeniu jej do Warszawy w styczniu 1945, uruchomiono nieregularne przewozy od stacji Most (przywrócono jej przedwojenną nazwę) do Karczewa. Wykonywanie przewozów do Jabłonny nie było możliwe, gdyż zniszczony został most kolei nad Kanałem Żerańskim. Po budowie tymczasowego mostu na Kanale przewozy udało się przywrócić w maju 1945.

### Lata powojenne i likwidacja
Budynek administracyjny Warszawskich Kolei Dojazdowych został zniszczony podczas powstania warszawskiego. Planowano budowę nowej siedziby, do czego jednak nie doszło, ze względu na nacjonalizację i wcielenie kolei do PKP, co oficjalnie nastąpiło 1 stycznia 1949 roku.
W latach 1946–1949 nastąpił znaczny odpływ pasażerów na linii od stacji Most do Otwocka, ze względu na uruchomienie pociągów elektrycznych kursujących na linii normalnotorowej, oraz autobusów PKS. W związku z malejącą liczbą pasażerów oraz brakiem przewozów towarowych, podjęto decyzję o likwidacji fragmentów linii nie przynoszących zysków. W lipcu 1952 zamknięto ruch na odcinku Most – Otwock. Jako że linia normalnotorowa nie docierała do Karczewa, zachowano przewozy pomiędzy Otwockiem a Karczewem, co umożliwiło pasażerom przesiadki z linii wąskotorowej na normalnotorową. Fizycznej likwidacji torowiska dokonano w ciągu kolejnych 2 lat.
Ze względu na rozwój komunikacji autobusowej, także odcinek do Jabłonny zaczął przynosić straty i zdecydowano się na jego likwidację. Ruch zamknięto 1 lutego 1956 roku, niedługo potem rozpoczęto rozbiórkę linii. Tory oraz likwidowaną infrastrukturę przewożono do stacji Warszawa Stalowa. Ostatni fragment od Otwocka do Karczewa zamknięto 1 kwietnia 1963 roku.
| Obiekt                            | Przeznaczenie                                                     |
| --------------------------------- | ----------------------------------------------------------------- |
| Budynek stacji Otwock             | zachowany                                                         |
| Most na rzece Świder              | przekształcony w most drogowy                                     |
| Budynek stacji Świder             | zamienione na mieszkania                                          |
| Budynek stacji Józefów            | zamienione na mieszkania                                          |
| Budynek stacji Falenica           | zamienione na mieszkania                                          |
| Budynek stacji Międzylesie        | zamienione na mieszkania                                          |
| Budynek stacji Wawer              | zamienione na mieszkania                                          |
| Budynek stacji Radość             | rozebrany w 1975                                                  |
| Budynek stacji Józefów            | rozebrany w 1958                                                  |
| Budynek stacji Park Paderewskiego | rozebrany około 1970                                              |
| Poczekalnia w Borkowie            | rozebrana w 1952                                                  |
| Poczekalnia w Śliwicach           | rozebrana w 1956                                                  |
| Budynek stacji Warszawa Most      | przeznaczony na siedzibę orkiestry kolejowej, rozebrany w 1969    |
| Budynek stacji Pelcowizna         | zaadaptowane na sklepy PSS „Społem“, rozebrane w latach 1974–1976 |
| Budynek stacji Żerań              | zaadaptowane na sklepy PSS „Społem“, rozebrane w latach 1974–1976 |
| Budynek stacji Piekiełko          | zaadaptowane na sklepy PSS „Społem“, rozebrane w latach 1974–1976 |
| Budynek stacji Henryków           | zaadaptowane na sklepy PSS „Społem“, rozebrane w latach 1974–1976 |
| Budynek stacji w Wiśniewie        | zamieniony na mieszkania, rozebrane w latach 1974–1976            |
| Parowozownia w Jabłonnie          | zamieniona na mieszkania                                          |

## Infrastruktura
System kolei składał się z dwóch głównych linii Most – Jabłonna oraz Most – Karczew. Kilometraż każdej z nich liczony był od stacji Most.
Linia o rozstawie 800 mm, na odcinku od Jabłonny do stacji Wawer wykonana była z szyn o masie 13,62 kg/m. Podczas rozbudowy od Wawra do Karczewa użyto szyn o masie 15,4 kg/m.
W momencie otwarcia kolej została wyposażona w sieć telefoniczną łączącą stacje. Początkowo centrala telefoniczna znajdowała się na stacji Most, po przedłużeniu linii zainstalowano dodatkowe centrale na stacjach w Falenicy i Karczewie.
Na stacji Grochów II, w miejscu dzisiejszego ronda Wiatraczna, znajdowała się zajezdnia (stacja techniczna: parowozownia oraz warsztaty). W warsztatach tych oprócz remontu taboru zbudowano także dwa typy wagonów (Grochów i Grochów II).

## Stacje i przystanki
Początkowo, po otwarciu fragmentu od Jabłonny do Wawra, na linii znajdowało się 5 stacji oraz 5 przystanków.

W roku 1950, po przejęciu sieci przez PKP na obu liniach znajdowało się w sumie 28 stacji i przystanków.